# Oliver Ho
Oliver Ho (Londres, 1974), també conegut com a Raudive, és un discjòquei i productor de música electrònica.
A mitjans de la dècada del 1990, es va fer conegut a l'escena anglesa de schranz per les seves produccions. El 1997 Oliver Ho va signar amb els segells Drumcode i Surface, on va publicar algunes de les seves produccions. La resta de la seva música va ser publicada amb els segells propis Blueprint, Meta i Light and Dark. Óscar Mulero va incloure do temes seus a About discipline and education (1998), i «Raudive - Here» s'inclogué a l'àlbum recopilatori The Sound Of The Seventh Season (2006) de Sven Väth.